# Dobiesław Sówka
Dobiesław Sówka (herbu Prawdzic) był synem kasztelana dobrzyńskiego Jana Sowca ze Szczawina i Brochowa, biskupem płockim w latach 1375–1381, oraz rodzonym bratem Stanisława Sówki, biskupa płockiego (1366–1375) i Andrzeja, skarbnika płockiego (1374).
W starszej literaturze jako z Gulczewa', w nowszej jako ze Szczawina
Prepozyt płockiej kapituły katedralnej w latach 1371–1375. Biskupem płockim został wybrany po śmierci swojego brata Stanisława, biskupa płockiego. Dobiesław był biskupem od 5 lipca 1375 do 12 stycznia 1381